# 8e étape du Tour de France 2020
Pour un article plus général, voir Tour de France 2020.
La 8e étape du Tour de France 2020 se déroule le samedi 5 septembre 2020 entre Cazères et Loudenvielle, sur une distance de 141 kilomètres.

## Parcours
La première étape pyrénéenne commence par une partie plate dans le Comminges, puis cela monte avec l'ascension du col de Menté (6,9 km à 8,1 %, 1re catégorie). La vallée de la Barousse est montée pour atteindre le Port de Balès (12,2 km à 7,6 %, Hors-catégorie). La descente vers le Luchonnais donne directement accès au col de Peyresourde (9,7 km à 7,5 %, 1re catégorie et bonifications). L'arrivée se fait après la descente de ce dernier, à Loudenvielle.

## Déroulement de la course
Treize coureurs s'échappent, parmi eux, le maillot à pois passe en tête au col de Menté. Le groupe de tête explose dans le Port de Balès, Nans Peters (AG2R La Mondiale) et Ilnur Zakarin (CCC Team) distancent leurs compagnons de fugue. Dans le peloton, Thibaut Pinot est distancé à 7 km du sommet et terminera à plus de 25 minutes du vainqueur. Peters file en solitaire dans la descente, puis résiste au retour de Zakarin dans le col de Peyresourde. Derrière, Tadej Pogačar profite de sa troisième attaque pour distancer les principaux favoris. Malgré des attaques de Landa, Porte, Martin et Quintana, aucun autre leader ne parvient à créer une différence. Malgré le sacrifice de ses équipiers, notamment Tom Dumoulin, Roglič ne tente rien. Nans Peters s'impose finalement avec 47 secondes d'avance sur Tom Skujinšs et Carlos Verona (Movistar), 1 minute 09 sur Ilnur Zakarin, qui a perdu du temps dans la dernière descente. Pogačar termine 9e de l'étape, à 6 minutes du vainqueur. Romain Bardet accélère dans les derniers hectomètres franchit la ligne 38 secondes après le Slovène et deux secondes d'avance sur le groupe maillot jaune. Mas, Carapaz et Mollema terminent à 7 minutes 18, Buchmann à 7 minutes 43. En difficulté dans le col de Peyresourde, Adam Yates conserve son maillot jaune, avec 3 secondes d'avance sur Roglič, 9 sur Martin, 11 sur Bardet, 13 sur les quatre Colombiens Bernal, Quintana, López et Rigoberto Urán (EF Pro Cycling), 40 sur Pogačar. Peters et Zakarin grimpent sur le podium du classement de la montagne, avec 4 et 10 points de retard sur Cosnefroy.

## Résultats

### Classement de l'étape
| Classement de la 8e étape | Classement de la 8e étape | Classement de la 8e étape | Classement de la 8e étape | Classement de la 8e étape |
|                           | Coureur                   | Pays                      | Équipe                    | Temps                     |
| ------------------------- | ------------------------- | ------------------------- | ------------------------- | ------------------------- |
| 1er                       | Nans Peters               | France                    | AG2R La Mondiale          | en 4 h 2 min 12 s         |
| 2e                        | Toms Skujiņš              | Lettonie                  | Trek-Segafredo            | + 47 s                    |
| 3e                        | Carlos Verona             | Espagne                   | Movistar                  | + 47 s                    |
| 4e                        | Ilnur Zakarin             | Russie                    | CCC                       | + 1 min 9 s               |
| 5e                        | Neilson Powless           | États-Unis                | EF Pro Cycling            | + 1 min 41 s              |
| 6e                        | Ben Hermans               | Belgique                  | Israel Start-Up Nation    | + 3 min 42 s              |
| 7e                        | Quentin Pacher            | France                    | B&B Hotels-Vital Concept  | + 3 min 42 s              |
| 8e                        | Søren Kragh Andersen      | Danemark                  | Sunweb                    | + 4 min 4 s               |
| 9e                        | Tadej Pogačar             | Slovénie                  | UAE Emirates              | + 6 min 0 s               |
| 10e                       | Romain Bardet             | France                    | AG2R La Mondiale          | + 6 min 38 s              |
| modifier                  |                           |                           |                           |                           |

### Points attribués
| Sprint intermédiaire Sengouagnet (km 42,5) | Sprint intermédiaire Sengouagnet (km 42,5) | Sprint intermédiaire Sengouagnet (km 42,5) | Sprint intermédiaire Sengouagnet (km 42,5) | Sprint intermédiaire Sengouagnet (km 42,5) |
| ------------------------------------------ | ------------------------------------------ | ------------------------------------------ | ------------------------------------------ | ------------------------------------------ |
|                                            | Coureur                                    | Pays                                       | Équipe                                     | Point(s)                                   |
| 1er                                        | Jérôme Cousin                              | France                                     | Total Direct Énergie                       | 20                                         |
| 2e                                         | Michael Mørkøv                             | Danemark                                   | Deceuninck-Quick Step                      | 17                                         |
| 3e                                         | Toms Skujiņš                               | Lettonie                                   | Trek-Segafredo                             | 15                                         |
| 4e                                         | Kévin Réza                                 | France                                     | B&B Hotels-Vital Concept                   | 13                                         |
| 5e                                         | Benoît Cosnefroy                           | France                                     | AG2R La Mondiale                           | 11                                         |
| 6e                                         | Neilson Powless                            | États-Unis                                 | EF Pro Cycling                             | 10                                         |
| 7e                                         | Nans Peters                                | France                                     | AG2R La Mondiale                           | 9                                          |
| 8e                                         | Søren Kragh Andersen                       | Danemark                                   | Sunweb                                     | 8                                          |
| 9e                                         | Ben Hermans                                | Belgique                                   | Israel Start-Up Nation                     | 7                                          |
| 10e                                        | Fabien Grellier                            | France                                     | Total Direct Énergie                       | 6                                          |
| 11e                                        | Quentin Pacher                             | France                                     | B&B Hotels-Vital Concept                   | 5                                          |
| 12e                                        | Ilnur Zakarin                              | Russie                                     | CCC                                        | 4                                          |
| 13e                                        | Carlos Verona                              | Espagne                                    | Movistar                                   | 3                                          |
| 14e                                        | Sam Bennett                                | Irlande                                    | Deceuninck-Quick Step                      | 2                                          |
| 15e                                        | Bryan Coquard                              | France                                     | B&B Hotels-Vital Concept                   | 1                                          |
| modifier                                   |                                            |                                            |                                            |                                            |

| Arrivée d'étape Loudenvielle (km 141) | Arrivée d'étape Loudenvielle (km 141) | Arrivée d'étape Loudenvielle (km 141) | Arrivée d'étape Loudenvielle (km 141) | Arrivée d'étape Loudenvielle (km 141) |
| ------------------------------------- | ------------------------------------- | ------------------------------------- | ------------------------------------- | ------------------------------------- |
|                                       | Coureur                               | Pays                                  | Équipe                                | Point(s)                              |
| 1er                                   | Nans Peters                           | France                                | AG2R La Mondiale                      | 20                                    |
| 2e                                    | Toms Skujiņš                          | Lettonie                              | Trek-Segafredo                        | 17                                    |
| 3e                                    | Carlos Verona                         | Espagne                               | Movistar                              | 15                                    |
| 4e                                    | Ilnur Zakarin                         | Russie                                | CCC                                   | 13                                    |
| 5e                                    | Neilson Powless                       | États-Unis                            | EF Pro Cycling                        | 11                                    |
| 6e                                    | Ben Hermans                           | Belgique                              | Israel Start-Up Nation                | 10                                    |
| 7e                                    | Quentin Pacher                        | France                                | B&B Hotels-Vital Concept              | 9                                     |
| 8e                                    | Søren Kragh Andersen                  | Danemark                              | Sunweb                                | 8                                     |
| 9e                                    | Tadej Pogačar                         | Slovénie                              | UAE Emirates                          | 7                                     |
| 10e                                   | Romain Bardet                         | France                                | AG2R La Mondiale                      | 6                                     |
| 11e                                   | Miguel Ángel López                    | Colombie                              | Astana                                | 5                                     |
| 12e                                   | Adam Yates                            | Royaume-Uni                           | Mitchelton-Scott                      | 4                                     |
| 13e                                   | Egan Bernal                           | Colombie                              | Ineos Grenadiers                      | 3                                     |
| 14e                                   | Mikel Landa                           | Espagne                               | Bahrain-McLaren                       | 2                                     |
| 15e                                   | Guillaume Martin                      | France                                | Cofidis                               | 1                                     |
| modifier                              |                                       |                                       |                                       |                                       |

|   | Coureur       | Pays     | Équipe           | Secondes |
| - | ------------- | -------- | ---------------- | -------- |
| 1 | Nans Peters   | France   | AG2R La Mondiale | 8 s      |
| 2 | Ilnur Zakarin | Russie   | CCC              | 5 s      |
| 3 | Toms Skujiņš  | Lettonie | Trek-Segafredo   | 2 s      |

|   | Coureur       | Pays     | Équipe           | Secondes |
| - | ------------- | -------- | ---------------- | -------- |
| 1 | Nans Peters   | France   | AG2R La Mondiale | 10 s     |
| 2 | Toms Skujiņš  | Lettonie | Trek-Segafredo   | 6 s      |
| 3 | Carlos Verona | Espagne  | Movistar         | 4 s      |

### Cols et côtes
| Col de Menté (km 59,5) 1re catégorie (6,9 km à 8,1%) | Col de Menté (km 59,5) 1re catégorie (6,9 km à 8,1%) | Col de Menté (km 59,5) 1re catégorie (6,9 km à 8,1%) | Col de Menté (km 59,5) 1re catégorie (6,9 km à 8,1%) | Col de Menté (km 59,5) 1re catégorie (6,9 km à 8,1%) |
| ---------------------------------------------------- | ---------------------------------------------------- | ---------------------------------------------------- | ---------------------------------------------------- | ---------------------------------------------------- |
|                                                      | Coureur                                              | Pays                                                 | Équipe                                               | Point(s)                                             |
| 1er                                                  | Benoît Cosnefroy                                     | France                                               | AG2R La Mondiale                                     | 10                                                   |
| 2e                                                   | Quentin Pacher                                       | France                                               | B&B Hotels-Vital Concept                             | 8                                                    |
| 3e                                                   | Jérôme Cousin                                        | France                                               | Total Direct Énergie                                 | 6                                                    |
| 4e                                                   | Fabien Grellier                                      | France                                               | Total Direct Énergie                                 | 4                                                    |
| 5e                                                   | Ilnur Zakarin                                        | Russie                                               | CCC                                                  | 2                                                    |
| 6e                                                   | Nans Peters                                          | France                                               | AG2R La Mondiale                                     | 1                                                    |
| modifier                                             |                                                      |                                                      |                                                      |                                                      |

| Port de Balès (km 104,5) Hors catégorie (11,7 km à 7,7%) | Port de Balès (km 104,5) Hors catégorie (11,7 km à 7,7%) | Port de Balès (km 104,5) Hors catégorie (11,7 km à 7,7%) | Port de Balès (km 104,5) Hors catégorie (11,7 km à 7,7%) | Port de Balès (km 104,5) Hors catégorie (11,7 km à 7,7%) |
| -------------------------------------------------------- | -------------------------------------------------------- | -------------------------------------------------------- | -------------------------------------------------------- | -------------------------------------------------------- |
|                                                          | Coureur                                                  | Pays                                                     | Équipe                                                   | Point(s)                                                 |
| 1er                                                      | Nans Peters                                              | France                                                   | AG2R La Mondiale                                         | 20                                                       |
| 2e                                                       | Ilnur Zakarin                                            | Russie                                                   | CCC                                                      | 15                                                       |
| 3e                                                       | Toms Skujiņš                                             | Lettonie                                                 | Trek-Segafredo                                           | 12                                                       |
| 4e                                                       | Carlos Verona                                            | Espagne                                                  | Movistar                                                 | 10                                                       |
| 5e                                                       | Neilson Powless                                          | États-Unis                                               | EF Pro Cycling                                           | 8                                                        |
| 6e                                                       | Søren Kragh Andersen                                     | Danemark                                                 | Sunweb                                                   | 6                                                        |
| 7e                                                       | Quentin Pacher                                           | France                                                   | B&B Hotels-Vital Concept                                 | 4                                                        |
| 8e                                                       | Ben Hermans                                              | Belgique                                                 | Israel Start-Up Nation                                   | 2                                                        |
| modifier                                                 |                                                          |                                                          |                                                          |                                                          |

| \| Col de Peyresourde (km 129,5) 1re catégorie (9,7 km à 7,8%) \| Col de Peyresourde (km 129,5) 1re catégorie (9,7 km à 7,8%) \| Col de Peyresourde (km 129,5) 1re catégorie (9,7 km à 7,8%) \| Col de Peyresourde (km 129,5) 1re catégorie (9,7 km à 7,8%) \| Col de Peyresourde (km 129,5) 1re catégorie (9,7 km à 7,8%) \| \| ----------------------------------------------------------- \| ----------------------------------------------------------- \| ----------------------------------------------------------- \| ----------------------------------------------------------- \| ----------------------------------------------------------- \| \| \| Coureur \| Pays \| Équipe \| Point(s) \| \| 1er \| Nans Peters \| France \| AG2R La Mondiale \| 10 \| \| 2e \| Ilnur Zakarin \| Russie \| CCC \| 8 \| \| 3e \| Toms Skujiņš \| Lettonie \| Trek-Segafredo \| 6 \| \| 4e \| Carlos Verona \| Espagne \| Movistar \| 4 \| \| 5e \| Neilson Powless \| États-Unis \| EF Pro Cycling \| 2 \| \| 6e \| Quentin Pacher \| France \| B&B Hotels-Vital Concept \| 1 \| \| modifier \| \| \| \| \| |                 |            |                          |          |
| Col de Peyresourde (km 129,5) 1re catégorie (9,7 km à 7,8%) |                 |            |                          |          |
| | Coureur         | Pays       | Équipe                   | Point(s) |
| 1er | Nans Peters     | France     | AG2R La Mondiale         | 10       |
| 2e | Ilnur Zakarin   | Russie     | CCC                      | 8        |
| 3e | Toms Skujiņš    | Lettonie   | Trek-Segafredo           | 6        |
| 4e | Carlos Verona   | Espagne    | Movistar                 | 4        |
| 5e | Neilson Powless | États-Unis | EF Pro Cycling           | 2        |
| 6e | Quentin Pacher  | France     | B&B Hotels-Vital Concept | 1        |
| modifier |                 |            |                          |          |

### Prix de la combativité
- Nans Peters (AG2R La Mondiale)

## Classements à l'issue de l'étape

### Classement général
| Classement général | Classement général | Classement général | Classement général | Classement général  |
|                    | Coureur            | Pays               | Équipe             | Temps               |
| ------------------ | ------------------ | ------------------ | ------------------ | ------------------- |
| 1er                | Adam Yates         | Royaume-Uni        | Mitchelton-Scott   | en 34 h 44 min 52 s |
| 2e                 | Primož Roglič      | Slovénie           | Jumbo-Visma        | + 3 s               |
| 3e                 | Guillaume Martin   | France             | Cofidis            | + 9 s               |
| 4e                 | Romain Bardet      | France             | AG2R La Mondiale   | + 11 s              |
| 5e                 | Egan Bernal        | Colombie           | Ineos Grenadiers   | + 13 s              |
| 6e                 | Nairo Quintana     | Colombie           | Arkéa-Samsic       | + 13 s              |
| 7e                 | Miguel Ángel López | Colombie           | Astana             | + 13 s              |
| 8e                 | Rigoberto Urán     | Colombie           | EF Pro Cycling     | + 13 s              |
| 9e                 | Tadej Pogačar      | Slovénie           | UAE Emirates       | + 48 s              |
| 10e                | Enric Mas          | Espagne            | Movistar           | + 1 min 0 s         |
| modifier           |                    |                    |                    |                     |

| Classement par points | Classement par points | Classement par points | Classement par points    | Classement par points |
| --------------------- | --------------------- | --------------------- | ------------------------ | --------------------- |
|                       | Coureur               | Pays                  | Équipe                   | Point(s)              |
| 1er                   | Peter Sagan           | Slovaquie             | Bora-Hansgrohe           | 138 points            |
| 2e                    | Sam Bennett           | Irlande               | Deceuninck-Quick Step    | 131 pts               |
| 3e                    | Wout van Aert         | Belgique              | Jumbo-Visma              | 106 pts               |
| 4e                    | Bryan Coquard         | France                | B&B Hotels-Vital Concept | 106 pts               |
| 5e                    | Alexander Kristoff    | Norvège               | UAE Emirates             | 93 pts                |
| 6e                    | Matteo Trentin        | Italie                | CCC                      | 91 pts                |
| 7e                    | Julian Alaphilippe    | France                | Deceuninck-Quick Step    | 82 pts                |
| 8e                    | Caleb Ewan            | Australie             | Lotto-Soudal             | 75 pts                |
| 9e                    | Greg Van Avermaet     | Belgique              | CCC                      | 64 pts                |
| 10e                   | Cees Bol              | Pays-Bas              | Sunweb                   | 62 pts                |
| modifier              |                       |                       |                          |                       |

| Classement du meilleur grimpeur | Classement du meilleur grimpeur | Classement du meilleur grimpeur | Classement du meilleur grimpeur | Classement du meilleur grimpeur |
| ------------------------------- | ------------------------------- | ------------------------------- | ------------------------------- | ------------------------------- |
|                                 | Coureur                         | Pays                            | Équipe                          | Point(s)                        |
| 1er                             | Benoît Cosnefroy                | France                          | AG2R La Mondiale                | 35 points                       |
| 2e                              | Nans Peters                     | France                          | AG2R La Mondiale                | 31 pts                          |
| 3e                              | Ilnur Zakarin                   | Russie                          | CCC                             | 25 pts                          |
| 4e                              | Toms Skujiņš                    | Lettonie                        | Trek-Segafredo                  | 24 pts                          |
| 5e                              | Quentin Pacher                  | France                          | B&B Hotels-Vital Concept        | 20 pts                          |
| 6e                              | Neilson Powless                 | États-Unis                      | EF Pro Cycling                  | 14 pts                          |
| 7e                              | Carlos Verona                   | Espagne                         | Movistar                        | 14 pts                          |
| 8e                              | Michael Gogl                    | Autriche                        | NTT Pro Cycling                 | 12 pts                          |
| 9e                              | Nicolas Roche                   | Irlande                         | Sunweb                          | 11 pts                          |
| 10e                             | Primož Roglič                   | Slovénie                        | Jumbo-Visma                     | 10 pts                          |
| modifier                        |                                 |                                 |                                 |                                 |

| Classement général du meilleur jeune | Classement général du meilleur jeune | Classement général du meilleur jeune | Classement général du meilleur jeune | Classement général du meilleur jeune |
|                                      | Coureur                              | Pays                                 | Équipe                               | Temps                                |
| ------------------------------------ | ------------------------------------ | ------------------------------------ | ------------------------------------ | ------------------------------------ |
| 1er                                  | Egan Bernal                          | Colombie                             | Ineos Grenadiers                     | en 34 h 45 min 5 s                   |
| 2e                                   | Tadej Pogačar                        | Slovénie                             | UAE Emirates                         | + 35 s                               |
| 3e                                   | Enric Mas                            | Espagne                              | Movistar                             | + 47 s                               |
| 4e                                   | Sergio Higuita                       | Colombie                             | EF Pro Cycling                       | + 2 min 35 s                         |
| 5e                                   | Neilson Powless                      | États-Unis                           | EF Pro Cycling                       | + 31 min 36 s                        |
| 6e                                   | Daniel Felipe Martínez               | Colombie                             | EF Pro Cycling                       | + 33 min 20 s                        |
| 7e                                   | Harold Tejada                        | Colombie                             | Astana                               | + 35 min 25 s                        |
| 8e                                   | Valentin Madouas                     | France                               | Groupama-FDJ                         | + 46 min 1 s                         |
| 9e                                   | Lennard Kämna                        | Allemagne                            | Bora-Hansgrohe                       | + 49 min 49 s                        |
| 10e                                  | David Gaudu                          | France                               | Groupama-FDJ                         | + 53 min 22 s                        |
| modifier                             |                                      |                                      |                                      |                                      |

| Classement par équipes | Classement par équipes | Classement par équipes | Classement par équipes |
|                        | Équipe                 | Pays                   | Temps                  |
| ---------------------- | ---------------------- | ---------------------- | ---------------------- |
| 1re                    | EF Pro Cycling         | États-Unis             | en 104 h 12 min 30 s   |
| 2e                     | Trek-Segafredo         | États-Unis             | + 1 min 35 s           |
| 3e                     | Movistar               | Espagne                | + 2 min 34 s           |
| 4e                     | AG2R La Mondiale       | France                 | + 13 min 21 s          |
| 5e                     | Jumbo-Visma            | Pays-Bas               | + 21 min 35 s          |
| 6e                     | Bahrain-McLaren        | Bahreïn                | + 21 min 40 s          |
| 7e                     | Astana                 | Kazakhstan             | + 22 min 28 s          |
| 8e                     | Ineos Grenadiers       | Royaume-Uni            | + 22 min 56 s          |
| 9e                     | Mitchelton-Scott       | Australie              | + 34 min 10 s          |
| 10e                    | UAE Emirates           | Émirats arabes unis    | + 40 min 16 s          |
| modifier               |                        |                        |                        |

## Abandons
- Giacomo Nizzolo (NTT Pro Cycling) : abandon
- William Bonnet (Groupama-FDJ) : abandon
- Lilian Calmejane (Total Direct Énergie) : abandon
- Diego Rosa (Arkéa-Samsic) : abandon sur chute[1]